# Chmelice
Chmelice jsou zaniklá vesnice a tvrz asi jeden kilometr severovýchodně od Staňkovic u Žatce v okrese Louny. Písemně jsou doloženy od druhé poloviny čtrnáctého do první poloviny šestnáctého století. Tvrziště je od roku 1964 chráněno jako kulturní památka. V těsném sousedství tvrziště stojí staňkovický zámek.
První písemná zmínka o Chmelicích pochází z roku 1385, kdy patřily vladykovi Oldřichu Čachborovi. Již tehdy se ve vesnici připomíná také tvrz. Jeho synové Jan a Václav z Vlčí Hory měli kromě Staňkovic také Neprobylice. Jejich potomci se psali jako Chmeličtí z Vlčí Hory a poslední z nich, Oldřich, zemřel před rokem 1510. V letech 1510–1512 je jako majitel zmiňován Bedřich Sekerka ze Sedčic, ale ve druhé polovině šestnáctého století se již Chmelice uvádí pouze jako pomístní název, takže sídlo někdy v té době zaniklo. Z tvrze se dochovaly drobné terénní relikty vnějšího valu.